# يويشي كوتابي
يويتشي كوتابي (باليابانية: 小田 部羊一، كوتابي يويتشي)، ولد 15 سبتمبر 1936،  هو فنان مانجا ورسوم متحركة ياباني عمل مع إيزاو تاكاهاتا وهاياو ميازاكي. وهو محاضر في أكاديمية طوكيو للتصميم في منهج أفلام الكرتون.
كان متزوجا من ريكو اوكوياما، وهي أيضا فنانة رسوم متحركة ونقاشة، حتى وفاتها في عام 2007، وأسسا معا الاستوديو أتيليه ري (باليابانية: アトリエ玲، أتوري ري). عمل كوتابي أحيانا مع زوجته تحت اسم مستعار هو أنتيلوب (باليابانية: あんていろーぷ أنتيروبو). عملا معا على أفلام مثل هولز: أمير الشمس وباندا! غو، باندا! وكان مصمم الشخصيات في أفلام مثل هايدي، فتاة من جبال الألب و3000 آلاف فرسخ للبحث عن أمي، وكلاهما جزء من سلسلة مسرح تحف العالم.
عمل كوتابي من منتصف الثمانينات حتى عام 2007 مع نينتندو وهو يصمم ويشرف ويرسم لسلسلة سوبر ماريو منذ لعبة سوبر ماريو برذرز الأولى. وكما قام بتصميم لعبة أسطورة زيلدا: صحوة لينك، بي إس زيلدا نو دينسيتسو، بي إس سوبر ماريو يو إس أيه باور تشالنج، مول مانيا. كما أنجز أعمال التصميم على سلسلة الرسوم المتحركة بوكيمون، حيث حسّن من تصميم بيكاتشو وغيرها من الألعاب كمشرف على التصميم والرسوم.
في عام 2003، شارك في المشروع التعاوني أيام الشتاء.

## روابط خارجية
- يويشي كوتابي على موقع IMDb (الإنجليزية)
- يويشي كوتابي على موقع قاعدة بيانات الفيلم (الإنجليزية)
- يويشي كوتابي على موقع ANN person (الإنجليزية)